# Convenio para la represión de la trata de personas y de la explotación de la prostitución ajena

El Convenio para la represión de la trata de personas y de la explotación de la prostitución ajena es una resolución de la Asamblea General de las Naciones Unidas. El preámbulo dice:
"Considerando que la prostitución y el mal que la acompaña, la trata de personas para fines de prostitución, son incompatibles con la dignidad y el valor de la persona humana y ponen en peligro el bienestar del individuo, de la familia y de la comunidad"
Fue aprobado por la Asamblea General el 2 de diciembre de 1949 y entró en vigor el 25 de julio de 1951. A fecha de diciembre de 2013, 82 estados eran miembros del convenio (ver mapa). Otros 13 estados habían firmado la convención pero todavía no lo habían ratificado.
El Convenio sustituye varios convenios previos que cubrían algunos aspectos de la prostitución forzada. Los firmantes tienen tres obligaciones bajo la Convención de 1949: prohibición del tráfico, medidas específicas administrativas y de ejecución, y medidas sociales destinadas a las personas víctimas del tráfico de personas. La Convención de 1949 presenta dos cambios en la perspectiva del problema de tráfico: considera las prostitutas como víctimas de los proxenetas, y evita los términos «trata de blancas» y «mujeres», adoptando por primera vez un lenguaje neutral respecto a raza y género.

## Provisiones
La Convención requiere que los estados parte castiguen a cualquier persona que requiere partidos estatales para castigar a quién «concertare la prostitución de otra persona, aun con el consentimiento de tal persona», «explotare la prostitución de otra persona, aun con el consentimiento de tal persona» (Artículo 1), o participe en la administración de un burdel o alquile alojamiento con propósitos de prostitución (Artículo 2)corre un burdel o alojamientos de alquileres para propósitos de prostitución (Artículo 2). También prescribe procedimientos para combatir tráfico de personas internacional para el propósito de prostitución, incluyendo la extradición de infractores.
Además, se requiere de los Estados parte la abolición de toda regulación que obligue a las prostitutas a «inscribirse en un registro especial», «poseer un documento especial» o «cumplir algún requisito excepcional para fines de vigilancia o notificación». (Artículo 6). También se requiere la toma de medidas de supervisión de agencias de empleo «a fin de impedir que las personas que buscan trabajo, en especial las mujeres y los niños, se expongan al peligro de la prostitución» (Artículo 20).
Una disputa entre los Estados parte respecto a la interpretación o aplicación del Convenio se puede, a petición de cualquiera de las partes en disputa, referir al Corte Internacional de Justicia (Artículo 22).

## Estado
Algunos países que han ratificado el Convenio han expresado reservas en relación con el sistema de disputas de la Corte Internacional de Justicia, y algunos países no han ratificado la convención por su rechazo a la presencia de dicho artículo.
Uno de las razones principales por la que la Convención no ha sido ratificada por muchos países es porque también aplica a la prostitución voluntaria, debido a la presencia de la expresión «incluso con el consentimiento de aquella persona» en el Artículo 1. Por ejemplo, en países como Alemania, Países Bajos, Nueva Zelanda, Grecia o Turquía la prostitución voluntaria es legal y está regulada como una ocupación.
El protocolo de Tráfico (2000) a la Convención de las Naciones Unidas contra la Delincuencia Organizada Transnacional ha utilizado una definición de tráfico diferente a la de la Convención de 1949 y ha sido ratificado por muchos más países.

## La prostitución analizada desde la migración y la perspectiva de género
La prostitución es un fenómeno relevante a nivel internacional, más cuando se analiza desde otros dos fenómenos como son la migración y la perspectiva de género; abarca los intereses de las clases sociales, la etnicidad y el papel de subordinación que han sufrido las mujeres, principalmente, ante la prostitución.
Este fenómeno se da mayoritariamente de países subdesarrollados hacia los más desarrollados, lo cual se relaciona con la migración, volviéndose un tema central en el mundo internacional, por lo tanto, un problema al que los Estados ponen atención, estén vinculados directa o indirectamente. De la misma manera, lo económico (el dinero) influye en esta actividad haciéndola distinta de otras actividades referentes al cuerpo, al estar presente ese valor económico, también llama la atención de los Estados porque la prostitución es una actividad que genera grandes cantidades de dinero.
La relación entre los Estados y éstos fenómenos es estrecha, es "una relación dialéctica entre el discurso particular y las situaciones, instituciones y estructuras sociales que lo enmarcan", es decir, el caso del Convenio para la represión de la trata de personas y de la explotación de la prostitución ajena, tiene un papel importante porque fue el resultado de una Asamblea General de las Naciones Unidas en el que la resolución está acordada por las países pertenecientes a la ONU.
Las mujeres han sido víctimas de las políticas laborales modernas que los países han adoptado (por insertarse en un mejor crecimiento económico), "refleja la importancia que adquiere la articulación de la división sexual y la división internacional del trabajo para la reproducción del sistema capitalista", haciendo que ellas se queden en un estancamiento salarial hasta el desempleo. Al no hallar mejores opciones para cubrir sus necesidades, emigran y llama aún más la atención de los países desarrollados involucrados en el Convenio porque los efectos recaen en los países migrantes.
Es así que debido al sistema internacional, las mujeres inmigrantes adoptan diversos trabajos con menores oportunidades respecto a los hombres, para sobrevivir, entre ellos la prostitución.